# Ишервуд, Джозеф
Сэр Джо́зеф Ви́льям И́шервуд, 1-й бароне́т (англ. Sir Joseph William Isherwood, 1st Baronet, 23 июня 1870, Хартлпул, Великобритания — 24 октября 1947, Лондон, Великобритания) — британский кораблестроитель, автор собственной системы продольного набора судна («система Ишервуда»).

## Биография
Родился в Хартлпуле в семье торговца бакалеей. Закончив местную школу в возрасте 15 лет, поступил на службу в чертёжное бюро местной верфи Edward Withy & Co. Проработав в нескольких отделах фирмы, в 1896 году уволился и поступил на службу в Регистр Ллойда судовым инспектором (англ. ship surveyor). Работая в Ллойде, разработал систему продольного набора судна, названную его именем.
В 1907 году Ишервуд покинул Регистр Ллойда и занял место в совете директоров судостроительной фирмы R. Craggs & Sons из Мидлсбро. Вскоре, однако, он ушёл оттуда и вернулся в Лондон, желая посвятить себя практике кораблестроения. Первым судном, построенным по его системе, стал Paul Paix (строительство закончено в августе 1908 года).
В 1921 году король Георг V пожаловал Ишервуда титулом баронета в знак признания его заслуг перед обществом.